# Giornata mondiale della risata
La giornata mondiale della risata   o World Laughter Day si celebra la prima domenica di maggio. 
È stata istituita nel 1998 da Madan Kataria, fondatore del movimento internazionale dello Yoga della risata. La celebrazione della Giornata mondiale della risata è intesa come una manifestazione per la pace nel mondo, e ha lo scopo di costruire una coscienza globale di fratellanza e amicizia attraverso la risata. La sua popolarità è cresciuta insieme con il Movimento dello Yoga della risata (che oggi conta oltre 8000 club della risata in tutto il mondo, in tutti i cinque continenti).
Gli esperti non hanno dubbi: ridere fa bene e ha conseguenze positive importanti anti-stress e anche dal punto di vista fisico e mentale. In un periodo come questo, segnato, drammaticamente, dall'emergenza Covid, la risata sembra davvero un buon viatico per portar via, momentaneamente, le negatività. Secondo un recente studio Wiko, tra le cose che fanno ridere di più le persone, ci sono le chat con gli amici, (61%), che battono i meme dei VIP, (39%). Hanno successo anche le gif degli animali, (52%), che superano, ma solo di misura, i video nei vari dialetti locali, (48%). A ulteriore dimostrazione della voglia di divertirsi e ridere, il 77% degli intervistati ha dichiarato di seguire account e profili divertenti, seppur il 79% abbia affermato di condividere, privatamente, i contenuti spiritosi, invece di postarli sui feed con gli amici.

## Storia
La prima giornata è stata celebrata l'11 gennaio 1998, a Mumbai (India). Secondo Kataria, organizzatore dell'evento, la risata è un'emozione positiva e potente,  che contiene tutti gli ingredienti necessari perché gli individui possano avere il controllo di se stessi e perché possano cambiare il mondo con una sorta di effetto domino. La giornata oggi si celebra in tutto il mondo.

## Temi annuali
Dal 1998, la Giornata mondiale della risata ha messo in contatto individui di culture e paesi diversi, attraverso delle rete sociali gratuite di persone che si prendono cura e condividono. Ecco una sequenza temporale degli eventi organizzati: 

### 2021
Da più di un anno stiamo attraversando un periodo impegnativo, a causa della pandemia, e come lo scorso anno è stata celebrata online la Giornata Mondiale della risata.
Quest’anno l'Associazione Yoga della risata e OLTRE, ha proposto una maratona di risate che si è protratta 12 ore dalle 8.00 alle 20.00 di domenica 2 Maggio. 
La Maratona si è svolta tramite la piattaforma ZOOM e oltre 400 persone hanno partecipato liberamente nelle 12 ore. Anche il Dr. Madan Kataria è venuto a trovare a distanza, così come ci aveva confermato. La conduzione delle varie sessioni di risate, 24 nelle 12 ore, è stata affidata ai soci che hanno dato vita in questi mesi al Club online quotidiano di YDR.

### 2022
Quest'anno la Giornata mondiale della risata si celebra il 1º maggio come una manifestazione positiva della pace mondiale e ha lo scopo di costruire una coscienza globale di fratellanza e amicizia attraverso le risate.
Diversi gruppi di comunità praticano regolarmente semplici tecniche internazionali di risate che promuovono il benessere e il benessere generale in tutto il mondo, questi gruppi di comunità sono noti come Laughter Clubs.
- Citazioni ispirazionali sulla risata: "Non ho visto nessuno morire dalle risate, ma conosco milioni di persone che muoiono perché non ridono". -Madan Kataria[4]

### 2024
La Giornata mondiale della risata quest'anno si celebra domenica 5 maggio con una serie di appuntamenti in Italia da Sud a Nord in presenza e anche online dall'India. La manifestazione abbraccia tutto il mondo in un coro di risate per portare un segno di speranza e di pace a tutte le nazioni della terra. Il messaggio universale della risata ci pacifica interiormente e di conseguenza porta pace all’esterno.

### 2025
L’Istituto Italiano di Yoga della Risata, che ha già accompagnato quasi 20mila persone alla scoperta della risata intenzionale, organizza la giornata mondiale della risata per la pace nel mondo domenica 4 maggio in una struttura di Peschiera Del Garda. 
In un’epoca in cui gli adulti ridono solo 15-20 volte al giorno l’evento, sostengono gli organizzatori, rappresenta “uno dei momenti culminanti delle celebrazioni per i 30 anni di questa pratica, con un collegamento speciale, alle ore 9.30, con il dottor Kataria”. La giornata prevede sessioni plenarie di risate e giochi, condivisione di best practice nelle varie applicazioni di yoga della risata (aziende, scuola e famiglia, ambiti socio-sanitari, quali ospedale, cure palliative, anziani, carcere, disabilità, tossicodipendenti e malati di Alzheimer).